# Rio Cofu
O Rio Cofu é um rio da Romênia, afluente do Bistra, localizado no distrito de Mureş.